# Gareth Farrelly
Gareth Farrelly (Dublino, 28 agosto 1975) è un allenatore di calcio ed ex calciatore irlandese, di ruolo centrocampista.

## Carriera

### Giocatore

#### Club
Esordisce tra i professionisti nella stagione 1995-1996, all'età di 20 anni, trascorrendo un breve periodo in prestito dall'Aston Villa (club in cui già aveva giocato per un triennio nelle giovanili) al Rotherham Utd, club della terza divisione inglese con cui mette a segno 2 reti in 10 presenze; terminato il prestito, nella seconda parte della stagione 1995-1996 gioca 5 partite nella prima divisione inglese con l'Aston Villa, a cui aggiunge una presenza in Coppa di Lega (competizione vinta dal suo club) fatta prima del prestito al Rotherham United, nel settembre del 1995. Nella stagione 1996-1997 gioca poi ulteriori 3 partite in prima divisione con l'Aston Villa, per poi nell'estate del 1997 venire ceduto all'Everton.
Con le Toffees nella stagione 1997-1998 trova maggiore spazio di quanto non ne avesse all'Aston Villa: oltre ad una presenza in FA Cup ed una presenza in Coppa di Lega, gioca infatti 25 partite in prima divisione, segnando anche la sua prima rete in carriera in tale categoria, all'ultima giornata di campionato contro il Coventry City, risultando decisivo per la salvezza del club; nella stagione 1998-1999 gioca invece solamente una partita di campionato, e nell'autunno del 1999 si trasferisce insieme al compagno di squadra John O'Kane in seconda divisione al Bolton, con cui nella stagione 1999-2000 realizza una rete in 11 partite di campionato. Nella stagione 2000-2001 segna invece 3 gol in 41 partite, a cui aggiunge una rete nella vittoriosa finale play-off grazie alla quale il club conquista la promozione in prima divisione. Nella stagione 2001-2002 gioca poi 18 partite in prima divisione, oltre a 2 partite in FA Cup ed a 3 partite in Coppa di Lega. Nella stagione 2002-2003 segna invece il suo secondo (ed ultimo) gol in carriera in prima divisione, categoria nella quale gioca ulteriori 8 partite (per un totale quindi di 60 presenze e 2 reti in carriera nella prima divisione inglese). Conclude peraltro la stagione 2002-2003 con un altro prestito al Rotherham United, con cui gioca 6 partite in seconda divisione. Nel corso della stagione 2003-2004 gioca invece con tre diversi club, tutti in seconda divisione: dopo 12 presenze al Burnley e 14 al Bradford City (entrambe durante altrettanti periodi in prestito), si trasferisce infatti al Wigan, con cui gioca ulteriori 7 partite di campionato. Nell'estate del 2004 diventa poi allenatore e giocatore dei Bohemians, nella prima divisione irlandese; rimane nel club fino al 2006, giocando 2 partite in Intertoto nel 2005 e realizzando 7 reti in 41 presenze nella prima divisione irlandese. Torna quindi in Inghilterra, dove nella prima metà della stagione 2006-2007 gioca una partita in terza divisione con il Blackpool. Torna quindi nella prima divisione irlandese al Cork City, con cui nell'estate del 2007 gioca ulteriori 2 partite in Intertoto oltre a 21 partite (con 2 gol segnati) in campionato. Il 12 maggio 2008, poco dopo aver lasciato il Cork City, viene operato con successo per un tumore al pancreas, che di fatto però complici anche i lunghi tempi di recupero pone fine alla sua carriera: si ritira infatti nel 2010, all'età di 35 anni, dopo un anno di inattività seguito da due brevi esperienze prima al Morecambe (con cui non gioca nessuna partita ufficiale) e poi ai semiprofessionisti del Warrington Town.

#### Nazionale
Tra il 1996 ed il 2000 ha giocato 6 partite con la nazionale irlandese, tutte in incontri amichevoli.

### Allenatore
La sua unica esperienza da allenatore è quella precedentemente citata al Bohemians nella prima divisione irlandese, terminata la quale torna ad essere esclusivamente giocatore per il resto della sua carriera.

## Palmarès

### Giocatore

#### Competizioni nazionali
- Coppa di Lega inglese: 1

Aston Villa: 1995-1996